# Saint-Sébastien-sur-Loire
Saint-Sébastien-sur-Loire – miejscowość i gmina we Francji, w regionie Kraj Loary, w departamencie Loara Atlantycka.
Według danych na rok 2010 gminę zamieszkiwało 25 017 osób, a gęstość zaludnienia wynosiła 2145 osób/km².